# Kel Calderón
Pour les articles homonymes, voir Calderón.
Raquel Calderón Argandoña, née le 14 février 1991 à Santiago, plus connue sous le nom de Kel Calderón ou simplement Kel, est une personnalité de la télévision, célébrité d'Internet, actrice et chanteuse chilienne.

## Carrière
Raquel Calderón Argandoña est la fille de l'animatrice de télévision Raquel Argandoña.
Calderón participe à la série jeunesse de Televisión Nacional de Chile Karkú (2007), qui compte également un groupe musical composé des acteurs, Six Pack. Le premier single Chico malo est diffusé sur les stations de radio chiliennes, tandis que le deuxième, Cada vez, fait l'objet d'un clip vidéo sur MTV, remportant un prix MTV Latin dans la catégorie Meilleur Groupe. En parallèle, elle commence à préparer une carrière solo, en suivant des cours de chant et de guitare avec le musicien uruguayen Gonzalo Yáñez. À la fin de cette année-là, la société de production My Friend Entertainment lui obtient un contrat avec Canal 13 pour jouer dans une nouvelle série appelée Antonia, finalement intitulée Nadie me entiende, ce qui provoque le mécontentement au sein de TVN, qui prévoyait de promouvoir Six Pack au Festival de Viña del Mar.
Le 2 janvier 2008, en raison de conflits internes entre Raquel, son père Hernán Calderón et la société de production My Friend Entertainment, son contrat est brusquement résilié. Ses emplois dans Karkú, le groupe Six Pack et la nouvelle série sur Channel 13 sont annulés. L'année suivante, elle lance sa carrière solo avec son premier album No molestar!.
Le 27 mars 2008, avec son premier single en tant que soliste Tenerte cerca, elle fait la première partie de la chanteuse mexicaine Belinda au Teatro Caupolicán, à Santiago. La même année, elle participe à l'émission El baile en TVN, une émission dans le même genre que Dancing with the Stars. En 2010, elle fait partie de Fiebre de baile, autre émission du même genre, sur Chilevisión. Après son élimination, Channel 13 l'engage comme chroniqueuse dans Acoso textual, une émission de débat animée par Sergio Lagos. En 2011, dans le cadre d'un renouvellement de Caiga Quien Caiga, émission humoristique de Mega, Raquel est confirmée comme l'une des animatrices de ce qui sera la dernière saison de l'émission.
En 2012, elle participe avec sa mère à un épisode de la docu-réalité Adopta un famoso, où toutes deux doivent vivre dans la maison d'une famille inconnue. Après un bon accueil, TVN décide de réaliser une émission de téléréalité exclusivement consacrée à elles, intitulée Las Argandoña. De plus, sa grand-mère Eliana et sa nounou Nancy y participent. Elle est annulée en raison d'une faible audience, mais elle sert à promouvoir son single Walk Away, qui marque son retour à la musique (bien que sans album).
Elle est invitée par la marque de bière Budweiser comme hôtesse à la Coupe du monde de football 2022, au Qatar,.

## Vie privée
Bien qu'elle soit un visage bien connu des médias dès son enfance, son entrée définitive dans le monde du divertissement est en 2006, lorsqu'elle fait la couverture du magazine Vea. De plus, elle a une relation amoureuse avec le protagoniste de la série jeunesse Bakán, Javier Castillo.
Un chirurgien esthétique se vante de lui avoir fait en septembre 2008 une lipo-sculpture, une opération de chirurgie plastique, réduisant la zone des hanches et de la taille.
En 2010, elle entre à l'université du Chili pour étudier le droit. En parallèle, elle participe à Fiebre de baile, où sa romance avec son camarade, Pablo Schilling, est devenue publique. En 2016, elle prépare une thèse et est diplômée en 2022.
De fin 2013 à 2017, elle a une relation avec le pratiquant de sports extrêmes Pangal Andrade.
En août 2020, son frère Hernán Junior poignarde leur père, avocat, sans lui causer de blessure grave, en raison d'une accusation d'agression sexuelle contre sa petite amie à l'encontre du père ; il est aussitôt placé dans un hôpital psychiatrique. Une rupture se fait depuis au sein de la famille : tandis que Kel Calderón soutient son père, Raquel Argandoña accompagne son fils.
Fin 2022, Kel Calderón rompt avec son petit ami, un dentiste, Toto Torrealba, puis fait connaître sa relation avec Renzo Tissinetti, restaurateur.

## Discografie
Calderón se produit sous le nom de scène Kel ou (plus récemment) K3l.

### Albums studio
- No molestar! (2008)

### Singles
- Tenerte cerca (2008)
- Me creo punky (2008)
- Simplemente (2011)
- Walk Away (2012)
- Mine (2013)